# Renée Devillers
Pour les articles homonymes, voir Devillers.
Renée Blanche Deteix dite Renée Devillers, née le 9 octobre 1902 à Paris 19e et morte le 5 août 2000 à Lagny-sur-Marne, est une actrice française.

## Biographie
Fille d'un employé et d'une fleuriste de la rue de Belleville, elle épousera le 7 novembre 1935 le baron et banquier Jean-Conrad Hottinguer (1907-1993) dont elle aura trois enfants (Françoise, Jean-Philippe et Barbara).
Elle fut pensionnaire de la Comédie-Française de 1961 à 1966.

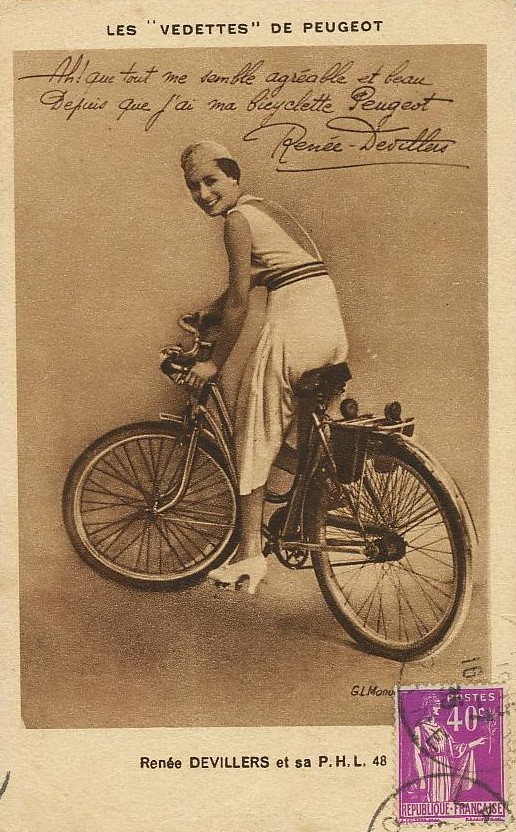
Renée Devillers sur une carte postale publicitaire pour Peugeot

## Filmographie
- 1921 : L'Affaire du train 24 de Gaston Leprieur
- 1930 : La Douceur d'aimer de René Hervil : Germaine
- 1932 : Ma femme... homme d'affaires de Max de Vaucorbeil : Arlette
- 1937 : L'Appel de la vie de Georges Neveux
- 1937 : L'Homme du jour de Julien Duvivier : la fille aux fleurs
- 1938 : J'accuse! d'Abel Gance : Hélène
- 1942 : La Femme que j'ai le plus aimée de Robert Vernay : la dactylo
- 1942 : Les affaires sont les affaires de Jean Dréville : Germaine Lechat
- 1942 : Le Voile bleu de Jean Stelli : Madame Forneret
- 1943 : Untel Père et Fils de Julien Duvivier : Gabrielle Froment
- 1946 : Lunegarde de Marc Allégret
- 1946 : Roger la Honte d'André Cayatte : Mme Laroque
- 1947 : Fausse Identité d'André Chotin : Lucie Blondin
- 1948 : Les Dernières Vacances de Roger Leenhardt : Cécile Simonet
- 1948 : Les amoureux sont seuls au monde d'Henri Decoin : Sylvia
- 1948 : Le Diable boiteux de Sacha Guitry : Mme de Dino
- 1949 : Le Droit de l'enfant de Jacques Daroy
- 1950 : Cartouche, roi de Paris de Guillaume Radot : Madame de Parabère
- 1951 : Un grand patron d'Yves Ciampi : Florence Delage
- 1952 : Coiffeur pour dames de Jean Boyer : Mme Brochand
- 1953 : L'Appel du destin de Georges Lacombe : Germaine Obrecht
- 1954 : Le Blé en herbe de Claude Autant-Lara : la mère de Phil
- 1954 : Si Versailles m'était conté... de Sacha Guitry : Madame Campan
- 1954 : Mam'zelle Nitouche d'Yves Allégret : la Supérieure
- 1957 : Fernand clochard de Pierre Chevalier : Mme Laffont-Dubreuilh
- 1958 : Secret professionnel de Raoul André
- 1962 : Thérèse Desqueyroux de Georges Franju : Mme de la Trave
- 1962 : Climats de Stellio Lorenzi : Mme Marcenat
- 1968 : Au théâtre ce soir : Étienne de Jacques Deval, mise en scène Louis Seigner, réalisation Pierre Sabbagh, théâtre Marigny

## Théâtre
- 1921 : Les Pélican de Raymond Radiguet, mise en scène Pierre Bertin, théâtre Michel
- 1921 : L'Affaire des poisons de Victorien Sardou, Trianon Palace
- 1922 : Molière d'Henry Dupuy-Mazuel et Jean-José Frappa, mise en scène Firmin Gémier, théâtre de l'Odéon
- 1922 : Une danseuse est morte de Charles Le Bargy, théâtre de l'Odéon
- 1925 : La Robe d'un soir de Rosemonde Gérard, mise en scène Firmin Gémier, théâtre de l'Odéon
- 1926 : Le Bonheur du jour d'Edmond Guiraud, théâtre de l'Odéon
- 1927 : Son mari de Paul Géraldy et Robert Spitzer, théâtre de la Michodière
- 1928 : Yes de Pierre Soulaine, Albert Willemetz, Robert Bousquet, René Pujol, musique Maurice Yvain, théâtre des Capucines
- 1928 : La Belle Aventure de Gaston Arman de Caillavet, Robert de Flers, Étienne Rey, théâtre de l'Odéon
- 1929 : L'Ascension de Virginie de Maurice Donnay et Lucien Descaves, théâtre de la Michodière
- 1930 : Pardon, Madame de Romain Coolus et André Rivoire, théâtre Michel
- 1931 : Les Tribulations d'un Chinois en Chine, de Claude Farrère et Charles Méré, musique de scène de Claude Guillon-Verne, théâtre Sarah-Bernhardt
- 1932 : Mademoiselle de Jacques Deval, mise en scène Jacques Baumer, théâtre Saint-Georges
- 1933 : Le Vent et la pluie de Georges de Warfaz, théâtre des Célestins
- 1933 : Teddy and Partner d'Yvan Noé, théâtre Michel
- 1933 : Le Vol nuptial de Francis de Croisset, théâtre de la Michodière
- 1934 : Espoir d'Henry Bernstein, théâtre du Gymnase, avec aussi Claude Dauphin, Gabrielle Dorziat et Victor Francen
- 1936 : La vie est si courte… de Léopold Marchand, théâtre Pigalle
- 1937 : Électre de Jean Giraudoux, mise en scène Louis Jouvet, théâtre de l'Athénée
- 1939 : Histoire de rire d'Armand Salacrou, création le 22 décembre 1939 au Théâtre de la Madeleine, rôle d'Hélène Donaldo
- 1944 : Le Dîner de famille de Jean Bernard-Luc, mise en scène Jean Wall, théâtre de la Michodière
- 1946 : Si je voulais de Paul Géraldy et Robert Spitzer, théâtre de la Michodière
- 1946 : Jeux d'esprits de Noël Coward, mise en scène Pierre Dux, théâtre de la Madeleine
- 1949 : Das Kapital de Curzio Malaparte, mise en scène Pierre Dux, théâtre de Paris
- 1951 : Mon mari et toi de Roger Ferdinand, mise en scène Louis Ducreux, théâtre des Capucines, théâtre de l'Apollo
- 1952 : Le Bonheur des méchants de Jacques Deval, mise en scène de l'auteur, théâtre des Bouffes-Parisiens
- 1955 : Isabelle et le pélican de Marcel Franck, mise en scène Marc Camoletti, théâtre Édouard VII
- 1955 : Un monsieur qui attend d'Emlyn Williams, mise en scène Pierre Dux, Comédie Caumartin
- 1956 : L'Ombre de Julien Green, mise en scène Jean Meyer, théâtre Antoine

## Iconographie
- Renée Devillers; affiche lithographique de Paul Colin, 1929.